# Pedro de Alcántara

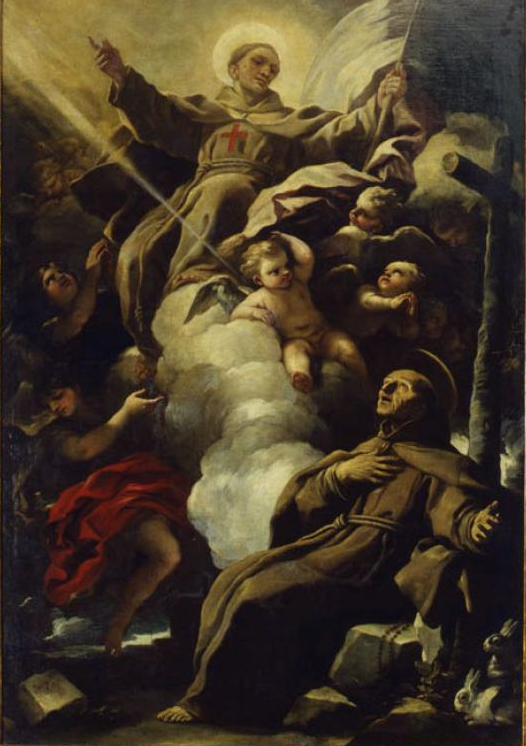
Giovanni da Capistrano uppenbarar sig för Pedro de Alcántara. Målning av Luca Giordano.

Pedro de Alcántara, född 1499 i Alcántara, död 18 oktober 1562 i Arenas de San Pedro, var en spansk franciskan och präst. Han vördas som helgon i Katolska kyrkan, med 19 oktober som festdag.
En stad i Málaga, San Pedro de Alcántara, är uppkallad efter honom.

## Biografi
Pedro de Alcántara föddes till en adlig familj, som son till stadens guvernör Peter Garavita och dennes adliga hustru från Sanabia. Fjorton år gammal inskrevs han vid universitetet i Salamanca, och efter studierna, 1515, inträdde han i franciskanordens kloster i Manxaretes. 1524 prästvigdes han, blev året därefter föreståndare för ett kloster, 1538 provinsminister.
Med tiden blev Pedro de Alcántara en framgångsrik predikant. Han ömmade också för sin orden, varför han försökte införa en striktare ordensregel, men motståndet han mötte i detta var så starkt att han och Johannes av Avila drog sig undan i bergen och levde som eremiter. Många människor anslöt sig dock till dem, varigenom det bildades små konvent.
1553 återvände Pedro de Alcántara från sin avskildhet, begav sig barfota på pilgrimsfärd till påve Julius III i Rom, och fick tillstånd att grunda konvent i Spanien under generalordens jurisdiktion. Hans reform spreds snart till övriga delar av Spanien och till Portugal.
Bland människor i Pedro de Alcántaras omedelbara närhet fanns förutom Johannes av Avila, Teresa av Avila, Franciskus Borja, med flera. Med Teresa stod han i förbindelse när hon funderade på att grunda karmelitorden, vilket han uppmuntrade henne till. Själv levde han i strängaste askes, upplevde flera extaser, och det uppgavs att han utförde under. Förutom brev finns en avhandling om bönen bevarad från hans hand. 
Pedro de Alcántara beatificerades av Gregorius XV 1622, kanoniserades av Clemens IX 1669. 1826 utsågs han till Brasiliens, och 1962 till Extremaduras, skyddshelgon. Hans festdag, den 19 oktober, togs bort från den allmänna helgonkalendern vid reformen 1969, och iakttages numera bara av somliga.